# I’m Not a Fan, But the Kids Like It!
I’m Not a Fan, But the Kids Like It! — дебютный студийный альбом американской кранккор группы Brokencyde, вышедший в 2009 году. Альбом дебютировал на 86 месте в Billboard 200 с более чем 6000 проданных копий альбома в первую неделю.

## Об альбоме
Название альбома происходит от цитаты слов менеджера группы которые он произнес при создании их графика.
В основном альбом получил очень негативные отзывы. NME дал альбому отрицательный отзыв, заявив что, считает, что слушать этот альбом слишком суровое наказание. В журнале Kerrang! альбом также плохо оценили поставив ему 1 балл из 5. В Allmusic альбом оценили более позитивно, отметив, что хотя альбом в основном отображает «безответственное отношение к женщинам, алкоголю и наркотикам» он также может похвастаться достаточно энергитичной музыкой.

## Список композиций
| №                   | Название                  | Длительность |
| ------------------- | ------------------------- | ------------ |
| 1.                  | «Intro»                   | 0:40         |
| 2.                  | «Freaxxx»                 | 3:34         |
| 3.                  | «Skeet Skeet»             | 3:57         |
| 4.                  | «Late Night Call» (skit)  | 0:44         |
| 5.                  | «Booty Call» (feat. E-40) | 3:24         |
| 6.                  | «Get Crunk!»              | 4:23         |
| 7.                  | «Yellow Bus»              | 3:22         |
| 8.                  | «Get Up» (feat. Daddy X)  | 3:48         |
| 9.                  | «Jealousy»                | 3:33         |
| 10.                 | «Poppin'»                 | 3:20         |
| 11.                 | «40 Oz.»                  | 4:29         |
| 12.                 | «Sex Toys»                | 2:58         |
| 13.                 | «Rockstar»                | 4:06         |
| 14.                 | «Schitzo»                 | 4:08         |
| 15.                 | «Scene Girls»             | 3:43         |
| 16.                 | «Tipsy»                   | 4:57         |
| 17.                 | «I'm Sorry»               | 7:45         |
| Общая длительность: | Общая длительность:       | 1:02:48      |

## Позиции в чартах
| Чарт (2009)           | Максимальная позиция |
| --------------------- | -------------------- |
| US Billboard 200      | 86                   |
| US Independent Albums | 11                   |

## Участники записи
Brokencyde
- Se7en — вокал, скрим
- Mikl — вокал
- Phat J — синтезатор, гитара, бит, бэк-вокал,гроул
- Antz — бит, гроул, бэк-вокал

Создатели
- Mike Kumagai
- Se7en
- Baker
- Tom Baker
- Casey Quintal
- Kevin Zinger